# 노로촌 (히로시마현 1944년)
노로촌(野路村)은 히로시마현 가모군에 설치되었던 촌이다. 현재의 구레시에 해당한다.

## 역사
- 1889년 4월 1일 - 정촌제 시행에 의해 가모군 노로촌이 성립하였다.
- 1944년 1월 1일 - 우치노우미정, 미쓰구치정과 합병, 야스우라정이 신설해 폐지되었다.

## 참고문헌
- 角川日本地名大辞典 34 広島県
- 『市町村名変遷辞典』東京堂出版、1990年。